# 吳德功
吳德功（1850年—1924年）字汝能，號立軒，臺灣彰化人，出身彰化縣城東門，後搬遷至城總爺街。彰化銀行的創辦人之一，對於彰化地區的社會福利亦頗有貢獻，曾主持過彰化育嬰堂、忠義祠、節孝祠的籌建事宜，日後亦在彰化節孝祠的重修與遷建上出力。
著有《瑞桃齋詩稿》、《瑞桃齋文稿》、《戴案紀略》、《施案紀略》、《讓臺記》、《彰化節孝冊》、《臺灣遊記》等書。

## 生平
他曾受從叔吳子超及柯承暉、陳肇興、蔡醒甫等人之教導，於同治十三年（1874年）補博士弟子員，光緒二十一年（1895年）膺歲貢。光緒十七年（1891年）時曾受聘為「臺灣通志局」主修《彰化縣志》，並已在光緒二十年（1894年）完成採訪冊，但採訪冊在乙未戰爭期間散逸。
他曾在1895年時受臺灣府知府孫傳袞之邀，籌設「聯甲局」，任臺灣地方聯甲局正管帶參與抗日，失敗後避亂隱居。後來日方因其聲望，聘請他出仕，最後於明治三十年（1897年）擔任彰化辦務署臺中廳參事，隔年出任臺中師範學校的教職，之後在臺灣總督邀請下於明治三十三年（1900年）參加「揚文會」，兩年後（1902年）獲頒紳章。此外他還曾擔任過臺灣舊慣調查會事務囑託與總督府史料評定委員會評議委員。

## 文學活動
吳德功在光緒16年（1890）開始參加彰化地區的詩會活動，例如參加受業師蔡德輝所倡組的「荔譜吟社」，翌年（1891），蔡德輝過世，詩社活動就漸趨沒落。同年，吳德功受臺灣縣訓導吳逢清之邀，參加聯吟活動。參與者除了彰化縣儒學教諭黃鑑亭、臺灣縣儒學教諭林世弼、臺灣縣訓導吳逢清之外，還有彰化士紳周維垣、廖克稽、程郁亭、施子芹、蔡子庭、蔡壽石、蔡滋其，與福建來臺的文人施文波。 
大正4年（1915）彰化地方人士成立「同志青年會」，吳德功在會中教授漢文。該會是由彰化新一代的知識份子所組成，可說是一個推廣漢文的補習班。 
大正6年（1917）「崇文社」成立，吳德功和姪子吳上花，以及士紳楊吉臣等，皆參與籌備，並由吳德功擔任社長。該會成立的目的之一就是保存漢文的命脈。「崇文社」於大正7年（1918）開始徵文，吳德功擔任第一至四期的文宗，負責品評名次。 
大正8年（1919）「臺灣文社」成立，吳德功也參與其中，並於1920年擔任「臺灣文社」的理事。 